# Ruth Andreas-Friedrich
Pour les articles homonymes, voir Behrens.
Ruth Andreas-Friedrich, née Behrens le 23 septembre 1901 à Schöneberg (Brandebourg) et morte le 17 septembre 1977 à Munich, est une résistante allemande au nazisme, écrivaine et journaliste.
Elle est reconnue Juste parmi les nations.

## Biographie
Ruth Frieda Mathilde Behrens est née le 23 septembre 1901 à Schöneberg. Elle est la fille de Max Adolf Behrens, juriste et Margarete Wilhelmine von Drewitz.
Dans sa jeunesse, elle est membre de Wandervogel. En 1922, elle termine sa formation de travailleuse sociale puis tient une librairie. Dans les années 1920, elle écrit des critiques et des feuilletons dans Neue Badische Landeszeitung et Königsberger Allgemeine Zeitung.
Ruth Behrens mène une vie de femme moderne, non conventionnelle : elle porte ses cheveux courts, fume, conduit des motos, fréquente les milieux bohèmes. En 1924, elle épouse Otto A. Friedrich ; leur fille Karin naît l'année suivante. En 1930, ils se séparent. Dans les années 1930, elle vit avec le chef d'orchestre Leo Borchard, une relation ouverte, dans laquelle les infidélités sont explicitement autorisées,.

### Journalisme
À partir du début des années 1930, Ruth Andreas-Friedrich gagne sa vie de manière indépendante en tant que journaliste pour des magazines féminins et de mode. Tout en s'opposant à la persécution antisémite, elle se montre accommodante dans ses écrits sur les aspects progressistes du national-socialisme.Jusqu'à l'automne 1944, elle publie des ouvrages de conseil et des articles dans des magazines féminins. Sous le pseudonyme de « Frau Ilse », elle donne à ses lectrices des conseils de vie pratiques, faisant l'éloge des organisations nazie. Elle écrit principalement pour le magazine à la mode  Die Junge Dame, qui fusionne avec d'autres magazines au printemps 1943 en raison d'une pénurie de papier et est rebaptisé Kamerad Frau. À l'été 1943, Ruth Andreas-Friedrich en devient la rédactrice en chef et devient aussi responsable de la publication d'articles et de slogans haineux et antisémites pour intensifier l'effort de guerre.

### La résistance
En même temps, Ruth Andreas-Friedrich est une des allemandes qui tentent de résister activement. Après l'accession au pouvoir des nazis, elle et son compagnon fondent le groupe de résistance Oncle Émile qui cache les opposants, les entretient et leur fournit de faux papiers. Le groupe fait aussi de la contre-propagande. En 1943, le groupe distribue à Berlin des exemplaires du dernier tract du groupe de résistance munichois la Rose Blanche. Dans la nuit du 18 au 19 avril 1945, ils peignent un NEIN sur les façades des maisons du sud de Berlin et deux nuits plus tard, ils distribuent des tracts dans lesquels ils appellent à résister aux ordres d'Hitler,.
Le groupe est en contact avec Helmuth James von Moltke. La fille de Ruth Andreas-Friedrich, Karin Friedrich est également une membre active du groupe. 

### L'après-guerre
Le journal qu'elle a tenu de 1938 à 1945 est publié aux États-Unis en 1947, sous le titre Berlin Underground, puis en Allemagne sous le titre Der Schattenmann. Il est réédité à plusieurs reprises et traduit en plusieurs langues, dont le français en 1966, sous le titre A Berlin sous les nazis.
Après la mort accidentelle de Leo Borchard, Ruth Andreas-Friedrich s'installe à Munich en 1948. Elle épouse Walter Seitz, recteur de l'université, ancien membre du groupe de résistance.
Ruth Andreas-Friedrich se suicide à Munich à l'âge de 75 ans.

## Hommage
Lorsque Berlin commence à honorer ses résistants, dans les années 1950, elle n'y figure pas, sous prétexte qu'elle ne vit plus à Berlin. Cependant, une plaque commémorative est posée à Berlin-Steglitz, au Hünensteig 6 et un parc porte son nom, près du Jardin botanique : Ruth-Andreas-Friedrich Park. 

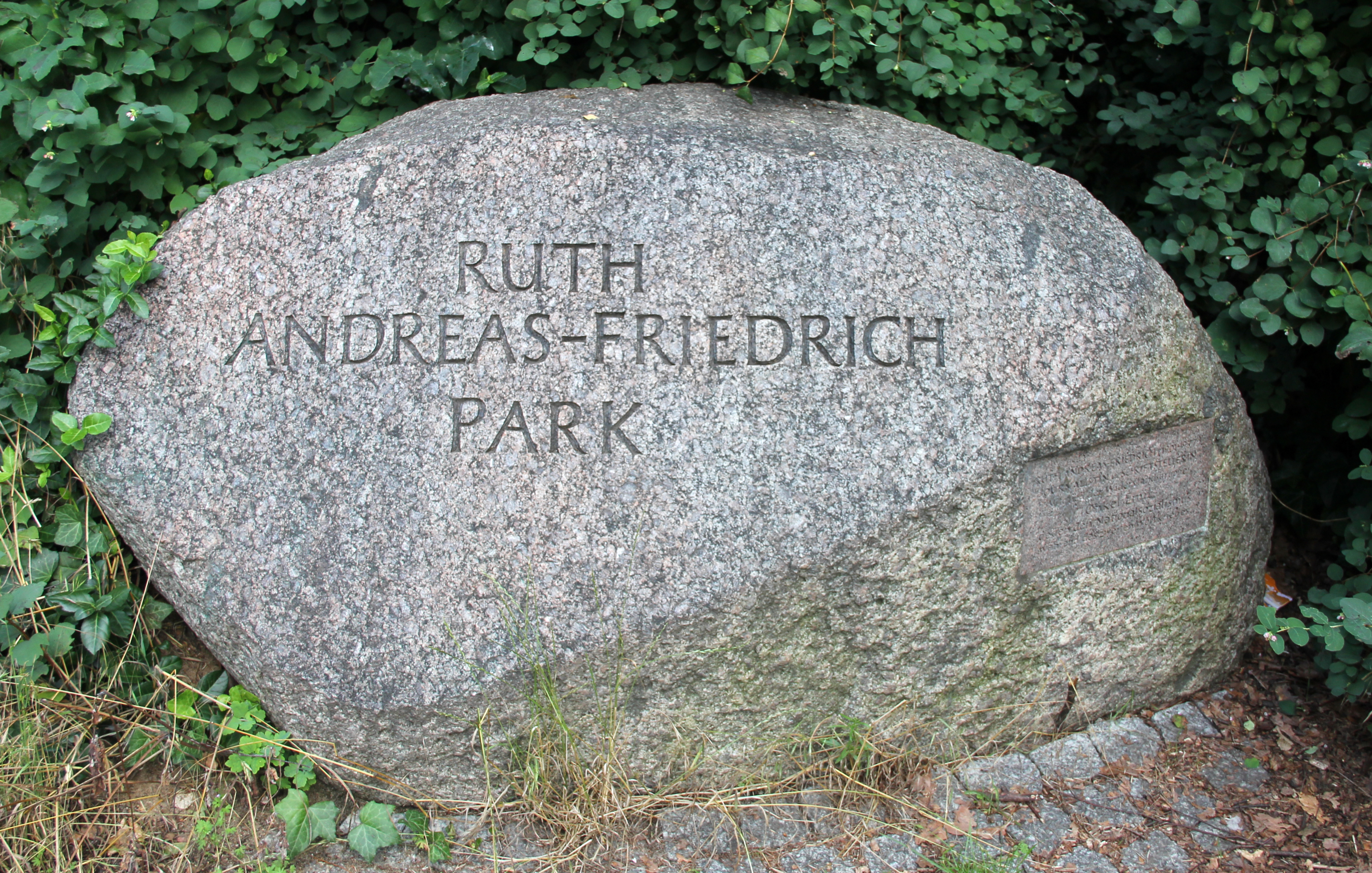
Pierre commémorative au Fichteberg

Elle est honorée en 2002 par le mémorial de Yad Vashem comme Juste parmi les nations. 

## Publications (sélection)
- (de) Aberglauben in der Liebe., Weber, 1935
- (de) Lieder, die die Welt erschütterten. Historische Lieder aus vier Jahrhunderten, 1935
- (de) So benimmt sich die junge Dame. Tausend Antworten auf tausend Fragen des Benehmens, Verlag Dr. v. Arnim & Co, 1940
- (de) Der Schattenmann. Tagebuchaufzeichnungen 1938–1945, Berlin, Suhrkamp, 1947
- (de) Ein reizender Abend. 1000 Tips für frohe Feste, Kemper, 1954
- (de) Zur guten Besserung, Kemper, 1966
- (de) Schauplatz Berlin: Ein deutsches Tagebuch, Rheinsberg Verlag, 1962
- (de) Für jeden Tag ein gutes Wort. Ein Begleiter durchs Jahr, 1979

### en français
- A Berlin sous les nazis  (trad. Christian-Sylvain Richard), Flammarion, 1966 (ISBN 9782080500120)